# Étercy
Étercy est une commune française située dans le département de la Haute-Savoie, en région Auvergne-Rhône-Alpes. Elle fait partie du pays de l'Albanais et du canton de Rumilly.

## Géographie
La superficie d’Étercy est de 455 hectares (4,55 km2) avec une altitude minimum de 337 mètres et un maximum de 593 mètres.

## Urbanisme

### Typologie
Au 1er janvier 2024, Étercy est catégorisée commune rurale à habitat dispersé, selon la nouvelle grille communale de densité à sept niveaux définie par l'Insee en 2022.
Elle est située hors unité urbaine. Par ailleurs la commune fait partie de l'aire d'attraction d'Annecy, dont elle est une commune de la couronne,. Cette aire, qui regroupe 79 communes, est catégorisée dans les aires de 200 000 à moins de 700 000 habitants,.

### Occupation des sols
L'occupation des sols de la commune, telle qu'elle ressort de la base de données européenne d’occupation biophysique des sols Corine Land Cover (CLC), est marquée par l'importance des territoires agricoles (52 % en 2018), en diminution par rapport à 1990 (60 %). La répartition détaillée en 2018 est la suivante : 
terres arables (39,6 %), forêts (34,1 %), zones urbanisées (13,8 %), zones agricoles hétérogènes (12,2 %), prairies (0,3 %).
L'IGN met par ailleurs à disposition un outil en ligne permettant de comparer l’évolution dans le temps de l’occupation des sols de la commune (ou de territoires à des échelles différentes). Plusieurs époques sont accessibles sous forme de cartes ou photos aériennes : la carte de Cassini (XVIIIe siècle), la carte d'état-major (1820-1866) et la période actuelle (1950 à aujourd'hui).

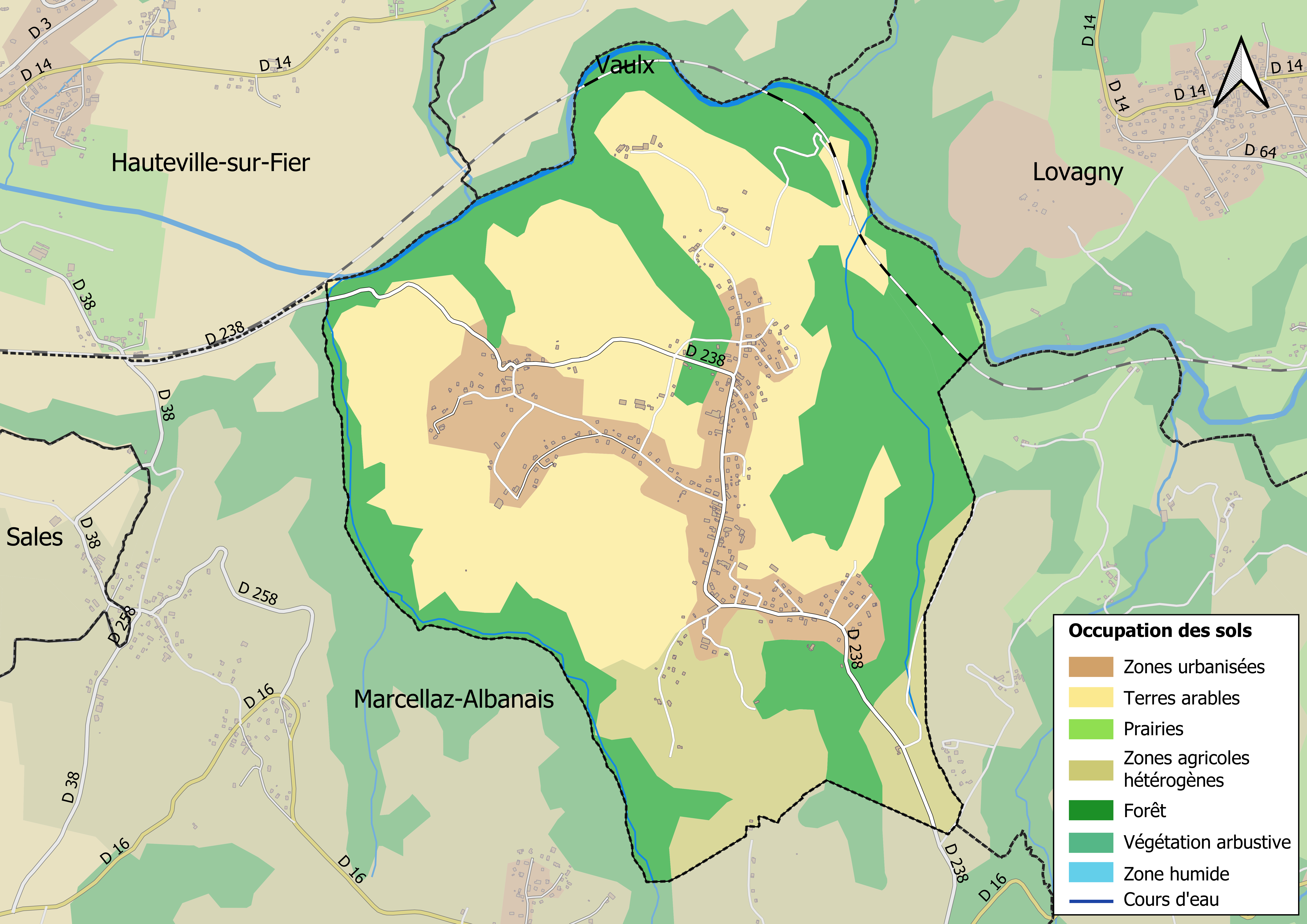
Carte des infrastructures et de l'occupation des sols en 2018 (CLC) de la commune.
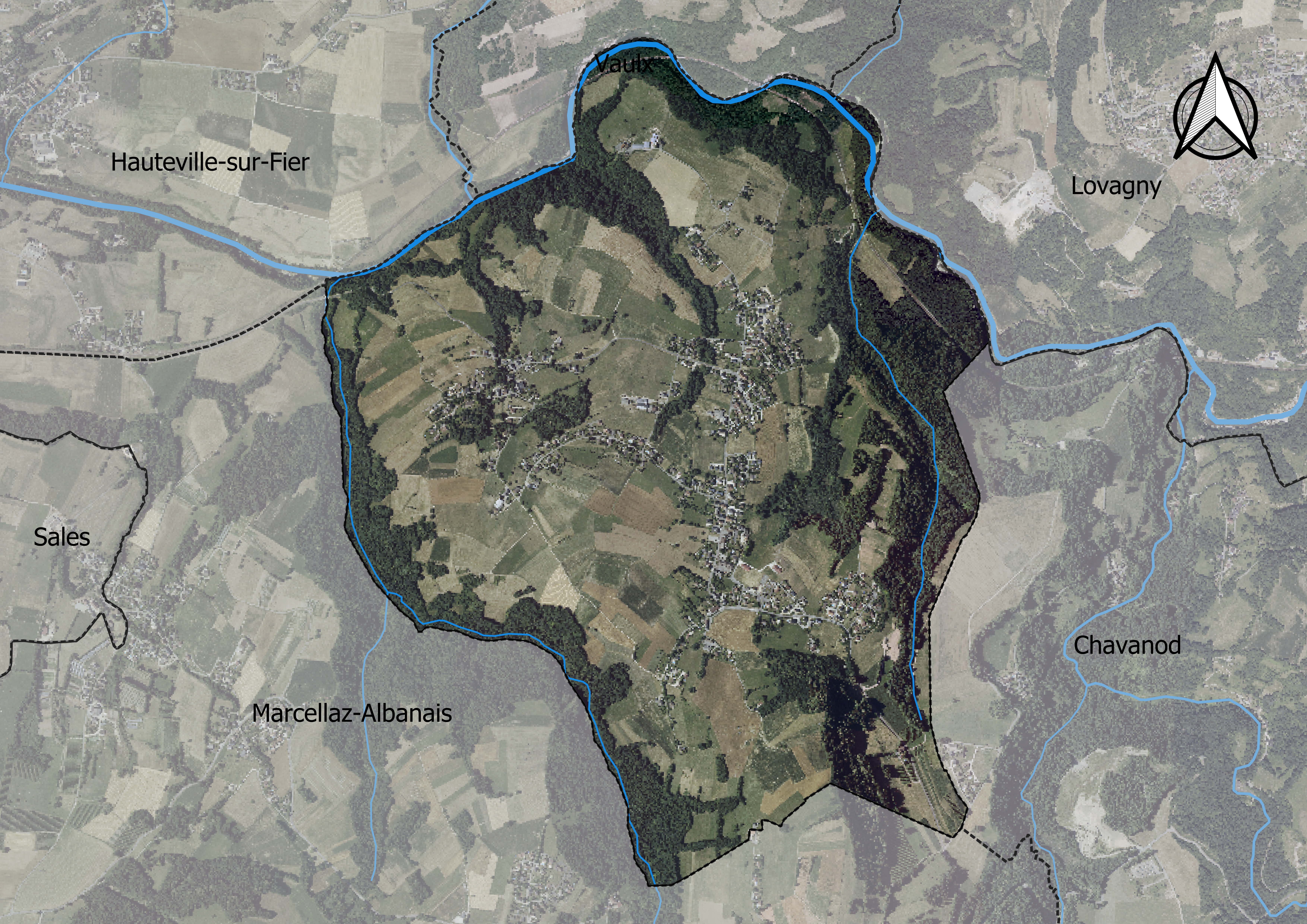
Carte orthophotogrammétrique de la commune.

## Toponymie
La commune se dit, en francoprovençal, Étarfi (graphie de Conflans) ou Èterci (ORB).

## Politique et administration
| Période                                  | Période   | Identité         | Étiquette | Qualité |
| ---------------------------------------- | --------- | ---------------- | --------- | ------- |
| avant 1981                               | ?         | Gaston Servettaz |           |         |
| mars 2001                                | mars 2008 | André Berthet    | ...       | ...     |
| mars 2008                                | mars 2020 | Jacques Coppier  | ...       | ...     |
| mars 2020                                | En cours  | Patrick BASTIAN  |           |         |
| Les données manquantes sont à compléter. |           |                  |           |         |

Elle fait partie de la communauté de communes Rumilly Terre de Savoie.

## Démographie
Les habitants sont appelés les Éterciens.
L'évolution du nombre d'habitants est connue à travers les recensements de la population effectués dans la commune depuis 1793. Pour les communes de moins de 10 000 habitants, une enquête de recensement portant sur toute la population est réalisée tous les cinq ans, les populations de référence des années intermédiaires étant quant à elles estimées par interpolation ou extrapolation. Pour la commune, le premier recensement exhaustif entrant dans le cadre du nouveau dispositif a été réalisé en 2006.

En 2022, la commune comptait 976 habitants, en évolution de +21,24 % par rapport à 2016 (Haute-Savoie : +6,01 %, France hors Mayotte : +2,11 %).
| 1793 | 1800 | 1806 | 1822 | 1838 | 1848 | 1858 | 1861 | 1866 |
| ---- | ---- | ---- | ---- | ---- | ---- | ---- | ---- | ---- |
| 250  | 249  | 241  | 300  | 469  | 409  | 434  | 446  | 407  |

| 1872 | 1876 | 1881 | 1886 | 1891 | 1896 | 1901 | 1906 | 1911 |
| ---- | ---- | ---- | ---- | ---- | ---- | ---- | ---- | ---- |
| 421  | 434  | 391  | 383  | 405  | 409  | 348  | 308  | 298  |

| 1921 | 1926 | 1931 | 1936 | 1946 | 1954 | 1962 | 1968 | 1975 |
| ---- | ---- | ---- | ---- | ---- | ---- | ---- | ---- | ---- |
| 236  | 263  | 257  | 256  | 244  | 205  | 198  | 198  | 214  |

| 1982 | 1990 | 1999 | 2006 | 2011 | 2016 | 2021 | 2022 | - |
| ---- | ---- | ---- | ---- | ---- | ---- | ---- | ---- | - |
| 299  | 433  | 631  | 675  | 701  | 805  | 930  | 976  | - |

Étercy est composée de 707 habitants (recensement publié en 2012) avec une densité de 155,38 personnes par km2.